# علاقات لبنان والمكسيك الثنائية
العلاقات بين لبنان والمكسيك هي العلاقات الدبلوماسية بين لبنان والمكسيك، تتمتع الدولتان بعلاقات ودية، تتركز أهميتها على تاريخ الهجرة اللبنانية إلى المكسيك، الدولتان عضوان في مجموعة الـ 24 والأمم المتحدة.

## التاريخ

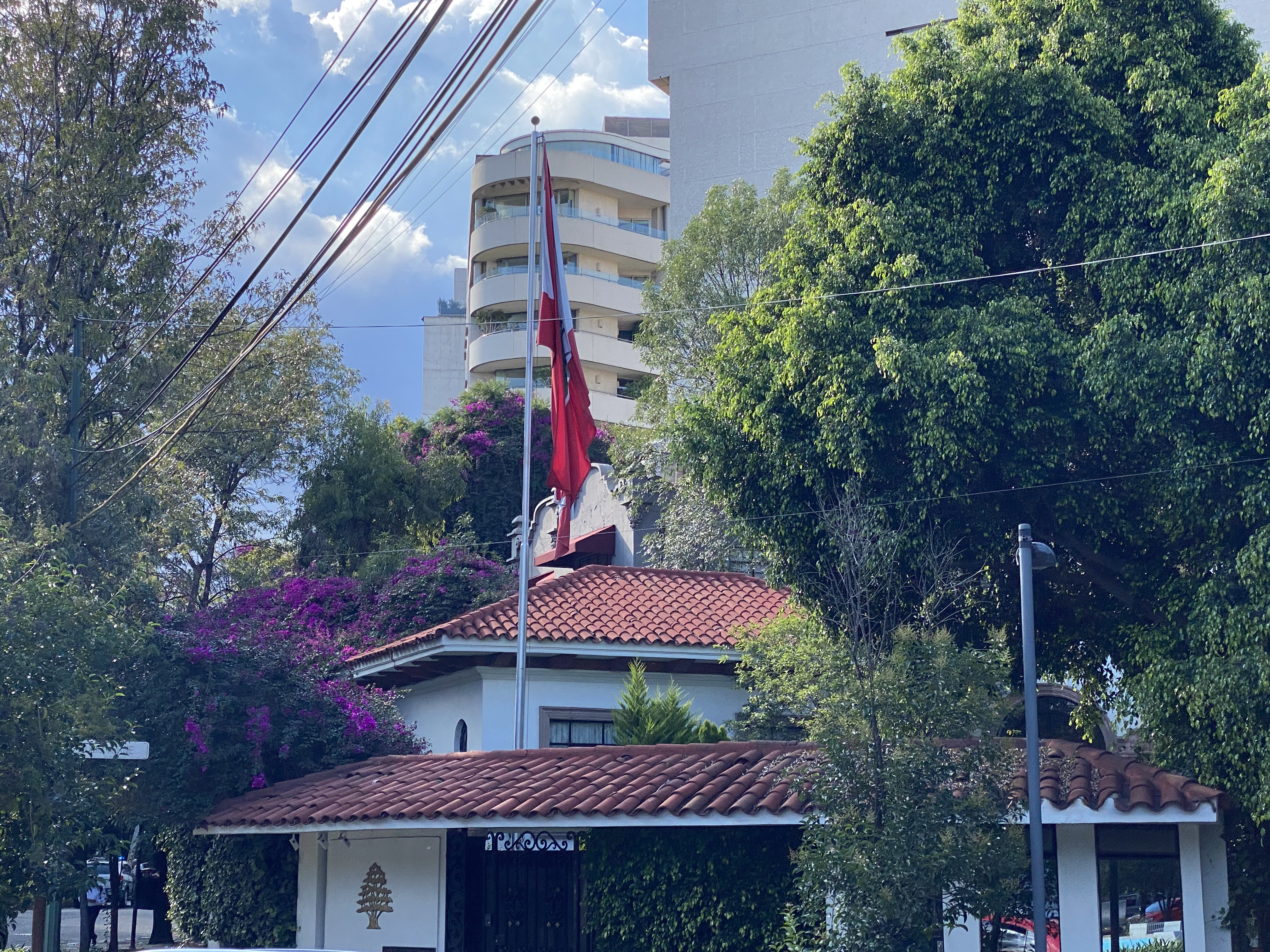
سفارة لبنان في مكسيكو سيتي

تمتد العلاقات بين المكسيك ولبنان أكثر قبل إقامة علاقات دبلوماسية رسمية بينهما. ابتداءً من عام 1878 غادر عدة آلاف من المهاجرين اللبنانيين معظمهم من المسيحيين الموارنة منازلهم التي كانت تحت الاحتلال العثماني ثم تبعها الاستعمار الفرنسي وهاجروا إلى المكسيك.
وحالياً هناك أكثر من نصف مليون شخص في المكسيك من أصل لبناني، ما يجعل المكسيك رابع أكبر دولة تستضيف جالية لبنانية خارج لبنان.
في 12 يونيو 1945 أقام لبنان والمكسيك علاقات دبلوماسية بعد الحصول على الاستقلال من فرنسا في عام 1943. وفي عام 1947 تم إنشاء بعثات دبلوماسية في عواصم كل دولة على التوالي، وتم تعيين السفراء.

## زيارات رفيعة المستوى
الزيارات الرئاسية ووزارات الخارجية من لبنان إلى المكسيك 
- الرئيس ميشال سليمان (2010)
- وزير الخارجية علي الشامي (2010)
- وزير الخارجية جبران باسيل (2015، 2017)

زيارات خارجية من المكسيك إلى لبنان
- وزير الخارجية روساريو جرين (2000)
- وزير الخارجية خوسيه أنطونيو ميد (2015)

## علاقات ثنائية
وقعت الدولتان العديد من الاتفاقيات الثنائية مثل :
- مذكرة التفاهم والتعاون بين الأمانة الخارجية المكسيكية ووزارة الخارجية اللبنانية (2000)
- اتفاق التعاون العلمي والتقني (2000)
- اتفاقية التعاون التعليمي والثقافي (2000)
- مذكرة التفاهم والتعاون بين الأمانة المكسيكية للسياحة ووزارة السياحة اللبنانية (2008) [3]

## العلاقات التجارية
بلغ إجمالي التجارة بين البلدين 31.3 مليون دولار في عام 2017. وبين 2013 و2017 استثمرت الشركات اللبنانية 110 مليون دولار أمريكي في المكسيك، خاصة في الصناعات الزراعية والصناعية. وفي عام 2015 ناقش البلدان إمكانية إنشاء اتفاقية تجارة حرة.

## البعثات الدبلوماسية المقيمة
- لبنان لديه سفارة في مكسيكو سيتي.[7]
- المكسيك لها سفارة في بيروت.[8]

## وصلات خارجية
- وزارة الخارجية المكسيكية حول العلاقات الثنائية بين المكسيك ولبنان (بالإسبانية) نسخة محفوظة 24 سبتمبر 2017 على موقع واي باك مشين.